# Севрюківська сільська рада
Севрюкі́вська сільська́ ра́да — адміністративно-територіальна одиниця та орган місцевого самоврядування у Красилівському районі Хмельницької області. Адміністративний центр — село Севрюки.

## Загальні відомості
- Населення ради: 683 особи (станом на 2001 рік)

## Населені пункти
Сільській раді підпорядковані населені пункти:
- с. Севрюки
- с. Решнівка

## Склад ради
Рада складається з 12 депутатів та голови.
- Голова ради: Соловей Наталія Петрівна
- Секретар ради: Барбак Параскевія Якимівна

### Керівний склад попередніх скликань
| Прізвище, ім'я, по батькові    | Основні відомості                                                             | Дата обрання | Дата звільнення |
| ------------------------------ | ----------------------------------------------------------------------------- | ------------ | --------------- |
| Герасимчук Володимир Антонович | Сільський голова, 1949 року народження, безпартійний                          | 26.03.2006   | 31.10.2010      |
| Соловей Наталія Петрівна       | Сільський голова, 1962 року народження, освіта вища, член партії Єдиний Центр | 31.10.2010   |                 |

Примітка: таблиця складена за даними сайту Верховної Ради України

### Депутати
За результатами місцевих виборів 2010 року депутатами ради стали:

#### За суб'єктами висування
| Суб'єкт висування | Кількість обраних депутатів | %    |
| ----------------- | --------------------------- | ---- |
| Партія регіонів   | 7                           | 58,3 |
| Самовисування     | 4                           | 33,3 |
| Народна партія    | 1                           | 8,3  |

#### За округами
| № округу        | Прізвище, ім'я, по батькові   | Дата визнання обраним | Освіта             | Партійна приналежність | Відомості про обраного депутата                                |
| --------------- | ----------------------------- | --------------------- | ------------------ | ---------------------- | -------------------------------------------------------------- |
| Народна Партія  |                               |                       |                    |                        |                                                                |
| 3               | Габельчук Валентина Василівна | 04.11.2010            | вища               | член Народної партії   | тимчасово не працює                                            |
| Партія регіонів |                               |                       |                    |                        |                                                                |
| 4               | Іщук Лідія Семенівна          | 04.11.2010            | вища               | член Партії регіонів   | Севрюківська загальноосвітня школа, завуч по навчальній роботі |
| 5               | Коваль Лілія Анатоліївна      | 04.11.2010            | середня            | позапартійна           | Севрюківська загальноосвітня школа, повар                      |
| 6               | Барбак Параскевія Якимівна    | 04.11.2010            | вища               | позапартійна           | Севрюківська сільська рада, секретар                           |
| 7               | Крижанівська Віра Іванівна    | 04.11.2010            | середня спеціальна | позапартійна           | Севрюківський СБК, директор                                    |
| 8               | Товкун Світлана Анатоліївна   | 04.11.2010            | середня спеціальна | позапартійна           | Севрюківська сільська рада, головний бухгалтер                 |
| 11              | Загаєвська Ліна Василівна     | 04.11.2010            | середня спеціальна | позапартійна           | фельдшерсько-акушерський пункт с. Решнівка, завіду вач         |
| 12              | Собчук Раїса Іванівна         | 04.11.2010            | середня спеціальна | позапартійна           | Решнівський сільський клуб, зав. клубом                        |
| Самовисування   |                               |                       |                    |                        |                                                                |
| 1               | Олійник Тетяна Григорівна     | 04.11.2010            | середня спеціальна | позапартійна           | с. Севрюки, приймальник молока                                 |
| 2               | Кононюк Галина Іванівна       | 04.11.2010            | середня            | позапартійна           | СК «Промінь», різноробоча                                      |
| 9               | Максімчук Віктор Миколайович  | 04.11.2010            | середня            | позапартійний          | СК «Промінь», водій                                            |
| 10              | Лисяк Людмила Степанівна      | 04.11.2010            | середня спеціальна | позапартійна           | Гриценківська сільська рада, вихователь                        |